# Škoda Serie 100
La Škoda 100/110 è un'autovettura prodotta dalla Škoda tra il 1969 ed il 1977, in diverse "edizioni".

## LeŠ100/Š110(1969-1977)

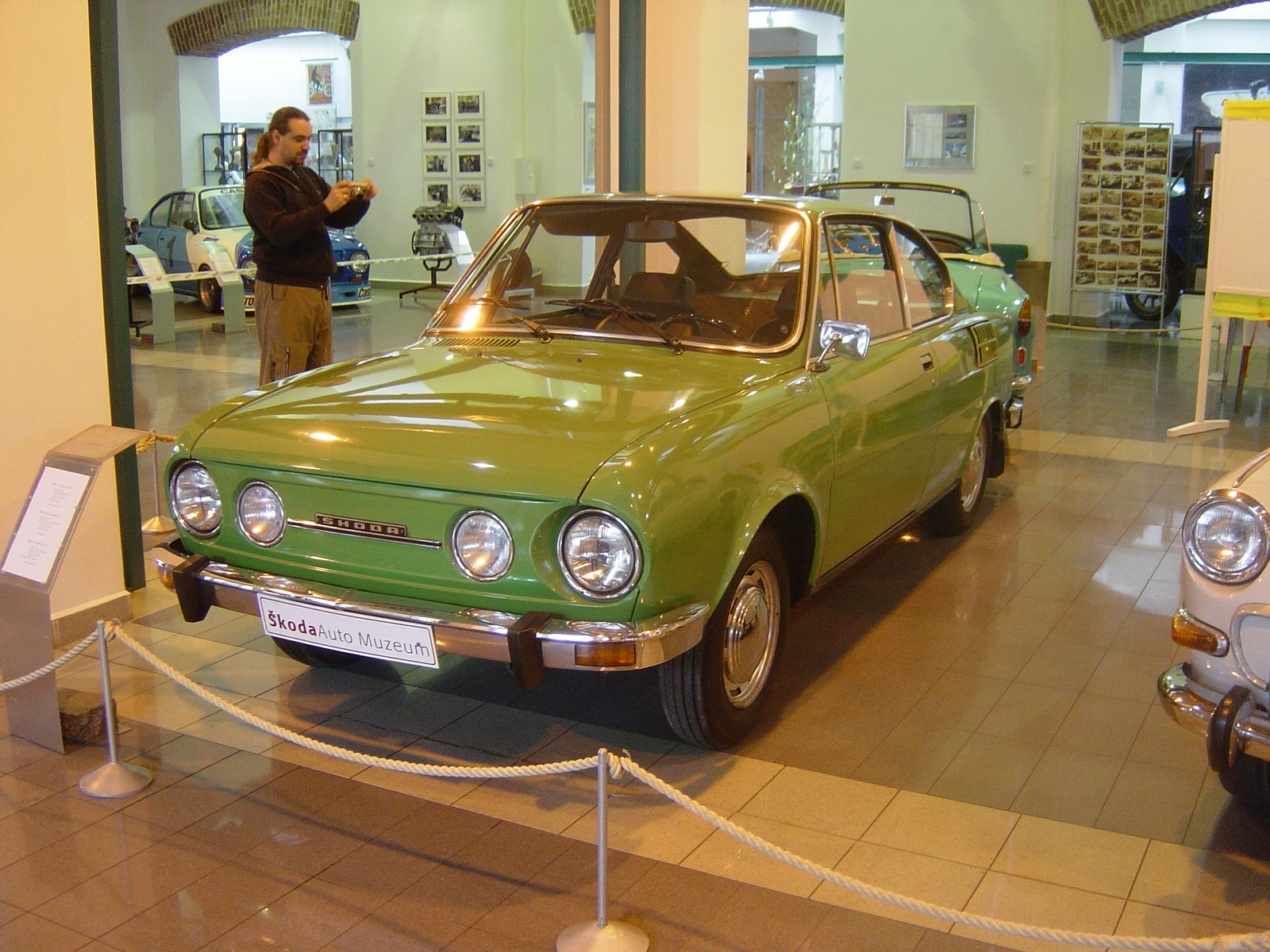
La versione coupé Škoda 110 R

Le Š100 e Š110, lanciate nel 1969, altro non erano che un restyling delle precedenti 1000 MB, di cui conservavano la parte centrale della carrozzeria e l'intera meccanica. Nuovi invece frontale e coda, più moderni ma anche più semplici (o meno frivoli, secondo i dettami del regime comunista). Anche gli interni e l'impostazione generale della vettura risultavano più moderni (con plancia in plastica), ma molto dimessi rispetto al passato.
Dal punto di vista tecnico era stato modificato il circuito frenante con il circuito idraulico sdoppiato e i freni a disco anteriori.
La gamma includeva le versioni Š100 (con motore di 998 cm³ da 42 CV), la Š100 L (stesso motore della Š100, ma allestimento più completo), la Š110 L (con motore di 1107 cm³ da 48 CV) e la S110 LS (con motore di 1107 cm³ e potenza di 55 CV).
La gamma venne completata nel 1970 dalla versione coupé fastback Š110 R (1107 cm³, 55 CV).
Le Škoda 100 uscirono di listino nel 1974. Le berline berline Š110 furono vendute fino alla fine degli anni settanta; la coupé Š110 R sopravvisse fino al 1981.
Nel 1976 le Š110 vennero affiancate e poi sostituite da un nuovo e più moderno modello, proposto in numerose varianti e allestimenti la serie 105/120/125.

## LeŠkoda 100all'estero
Nel corso del 1970 iniziò l'esportazione delle Š110 LS in Europa Occidentale (Italia compresa).
La berlina cecoslovacca, secondo la Casa madre, doveva far concorrenza ad un modello occidentale d'impostazione simile e molto diffuso (grazie anche al prezzo competitivo): la Simca 1000.
Le vendite delle Š110 LS tuttavia furono molto limitate nonostante il prezzo inferiore a quello delle concorrenti.